# Dolancourt
Dolancourt – miejscowość i gmina we Francji, w regionie Grand Est, w departamencie Aube.
Według danych na rok 1990 gminę zamieszkiwało 169 osób, a gęstość zaludnienia wynosiła 35 osób/km².

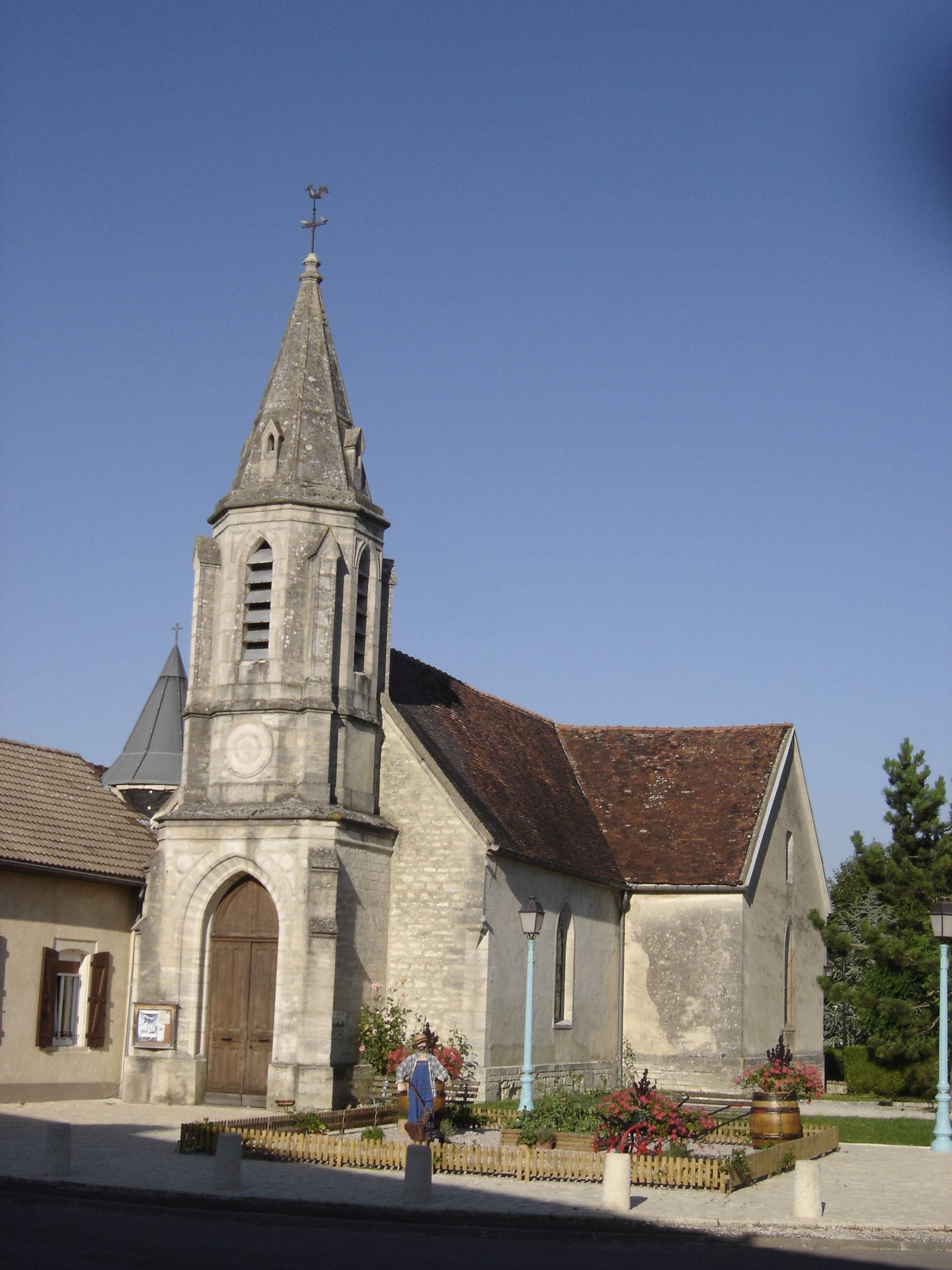
Kościół w Dolancourt, 2009